# رقة الزبيرة (الملاح)

تعديل مصدري - تعديل

رقة الزبيرة هي إحدى قرى عزلة الملاح بمديرية الملاح التابعة لمحافظة لحج، بلغ تعداد سكانها 83 نسمة حسب تعداد اليمن لعام 2004.